# ارکیده عنکبوتی ساحلی
ارکیده عنکبوتی ساحلی (نام علمی: Caladenia abbreviata) نام یک گونه از سرده ارکیده‌های عنکبوتی است.